# Musa Dibba
Musa Dibba (* 20. Jahrhundert in Banjul) ist Beamter im westafrikanischen Staat Gambia. Im Februar 2017 war er kurz Generaldirektor des gambischen Nachrichtendienstes, dem State Intelligence Services (SIS).

## Leben
Dibba war in der National Intelligence Agency – wie der SIS zuvor benannt wurde, Finanzdirektor, als er am 7. April 2006 verhaftet wurde. Er wurde im Zusammenhang mit dem Putschversuch vom März 2006 befragt.
Am 2. Februar 2017 ernannte der neu gewählte Präsident Adama Barrow Dibba als Generaldirektor der SIS, er nahm die Position von Yankuba Badjie ein dessen Stellvertreter er zuvor war. Am schon am 13. Februar 2017 ernannte der Barrow Ousman Sowe als Generaldirektor des SIS, Musa Dibba nahm nun die Position seines Stellvertreter ein.